# Glenn Robinson III
Pour les articles homonymes, voir Robinson.
Glenn Alan Robinson III, né le 8 janvier 1994 à Gary dans l'Indiana, est un joueur américain de basket-ball. Il évolue au poste d'ailier.
Il est le fils de Glenn Robinson, premier choix de la draft 1994.

## Carrière universitaire
En 2012, il rejoint les Wolverines du Michigan en NCAA.
À la fin de la saison 2012-2013, il décide de rester une année supplémentaire chez les Wolverines.
Le 26 février 2014, il marque un buzzer beater contre les Boilermakers de Purdue.
Le 15 avril, il annonce sa candidature à la Draft 2014 de la NBA. Le 2 juin, il est testé par les Bobcats de Charlotte.

## Carrière professionnelle
Robinson III est choisi en 40e place par les Timberwolves du Minnesota lors de la Draft 2014 de la NBA. Avec la draft de ses anciens coéquipiers à Michigan Nik Stauskas et Mitch McGary, c'est la première fois depuis la draft 1990 que trois joueurs des Wolverines sont draftés la même année. Avec Trey Burke et Tim Hardaway, Jr. drafté en 2013, chaque joueur titulaire en 2012-2013 dans l'équipe des Wolverines a été drafté en 2013 et 2014.
Il rejoint les Warriors de Golden State pendant la période de Free Agent à l'été 2019, pour un contrat de 2 ans, la deuxième année étant une "player option", ce qui signifie que le joueur peut décider d'activer sa deuxième année de contrat ou de devenir agent libre et donc de tester le marché.
Le 6 février 2020, il fait son retour aux 76ers de Philadelphie par le biais d'un trade avec son coéquipier Alec Burks.
Le 30 novembre 2020, il signe pour une saison avec les Kings de Sacramento. Le 24 février 2021, il est coupé.

## Clubs successifs
- 2012-2014 : Wolverines du Michigan (NCAA)

## Palmarès
- NCAA All-Tournament Team (2013)
- NCAA Tournament South Regional Team (2013)
- USA Junior National Select Team (2012)
- Parade All-American (2012)
- Dunk Contest (2017)

## Statistiques

### Universitaires
Les statistiques en matchs universitaires de Glenn Robinson III sont les suivantes :
| Saison    | Équipe   | Matchs | Titul. | Min./m | % Tir | % 3pts | % LF | Rbds/m. | Pass/m. | Int/m. | Ctr/m. | Pts/m. |
| --------- | -------- | ------ | ------ | ------ | ----- | ------ | ---- | ------- | ------- | ------ | ------ | ------ |
| 2012-2013 | Michigan | 39     | 39     | 33,6   | 57,2  | 32,4   | 67,6 | 5,41    | 1,10    | 1,00   | 0,26   | 10,97  |
| 2013-2014 | Michigan | 37     | 37     | 32,3   | 48,8  | 30,6   | 75,7 | 4,43    | 1,19    | 0,95   | 0,30   | 13,08  |
| Total     | Total    | 76     | 76     | 33,0   | 52,5  | 31,3   | 71,8 | 4,93    | 1,14    | 0,97   | 0,28   | 12,00  |

### Professionnelles

#### Saison régulière
| Saison    | Équipe       | Matchs | Titul. | Min./m | % Tir | % 3pts | % LF | Rbds/m. | Pass/m. | Int/m. | Ctr/m. | Pts/m. |
| --------- | ------------ | ------ | ------ | ------ | ----- | ------ | ---- | ------- | ------- | ------ | ------ | ------ |
| 2014-2015 | Minnesota    | 25     | 0      | 4,3    | 33,3  | 16,7   | 75,0 | 0,56    | 0,12    | 0,12   | 0,00   | 1,16   |
| 2014-2015 | Philadelphie | 10     | 1      | 15,3   | 41,9  | 30,8   | 50,0 | 2,50    | 0,80    | 0,30   | 0,10   | 4,40   |
| 2015-2016 | Indiana      | 45     | 4      | 11,3   | 43,0  | 37,8   | 69,2 | 1,51    | 0,58    | 0,38   | 0,20   | 3,80   |
| 2016-2017 | Indiana      | 69     | 27     | 20,7   | 46,7  | 39,2   | 71,1 | 3,57    | 0,68    | 0,59   | 0,29   | 6,07   |
| 2017-2018 | Indiana      | 23     | 1      | 14,7   | 42,4  | 41,2   | 81,8 | 1,61    | 0,74    | 0,57   | 0,04   | 4,13   |
| 2018-2019 | Détroit      | 47     | 18     | 13,0   | 42,0  | 29,0   | 80,0 | 1,51    | 0,45    | 0,30   | 0,17   | 4,21   |
| 2019-2020 | Golden State | 48     | 48     | 31,6   | 48,2  | 40,0   | 85,1 | 4,71    | 1,77    | 0,94   | 0,29   | 12,90  |
| 2019-2020 | Philadelphie | 14     | 4      | 19,3   | 51,8  | 33,3   | 91,7 | 3,14    | 0,79    | 0,64   | 0,14   | 7,71   |
| 2020-2021 | Sacramento   | 23     | 2      | 16,1   | 42,4  | 36,4   | 91,3 | 1,96    | 0,87    | 0,17   | 0,13   | 5,26   |
| Carrière  | Carrière     | 304    | 105    | 17,4   | 45,7  | 37,3   | 77,9 | 2,55    | 0,78    | 0,49   | 0,19   | 5,93   |

#### Playoffs
| Saison   | Équipe   | Matchs | Titul. | Min./m | % Tir | % 3pts | % LF  | Rbds/m. | Pass/m. | Int/m. | Ctr/m. | Pts/m. |
| -------- | -------- | ------ | ------ | ------ | ----- | ------ | ----- | ------- | ------- | ------ | ------ | ------ |
| 2016     | Indiana  | 4      | 0      | 2,6    | 75,0  | 0,0    | 100,0 | 0,00    | 0,00    | 0,00   | 0,25   | 1,75   |
| 2017     | Indiana  | 3      | 0      | 10,3   | 100,0 | 100,0  | 50,0  | 1,00    | 0,33    | 0,00   | 0,00   | 5,00   |
| 2018     | Indiana  | 2      | 0      | 2,8    | 100,0 | 0,0    | 0,0   | 0,50    | 0,00    | 0,00   | 0,00   | 1,00   |
| 2019     | Détroit  | 3      | 0      | 11,9   | 26,7  | 12,5   | 100,0 | 2,33    | 0,67    | 0,67   | 0,00   | 4,33   |
| Carrière | Carrière | 12     | 0      | 6,9    | 53,8  | 30,0   | 85,7  | 0,92    | 0,25    | 0,17   | 0,08   | 3,08   |

## Records sur une rencontre en NBA
Les records personnels de Glenn Robinson III en NBA sont les suivants, :
| Type de statistique        | Saison régulière | Saison régulière            | Saison régulière | Playoffs | Playoffs             | Playoffs      |
| Type de statistique        | Record           | Adversaire                  | Date             | Record   | Adversaire           | Date          |
| -------------------------- | ---------------- | --------------------------- | ---------------- | -------- | -------------------- | ------------- |
| Points                     | 25               | 3 fois                      | 3 fois           | 9        | @ Bucks de Milwaukee | 17 avril 2019 |
| Paniers marqués            | 10               | 2 fois                      | 2 fois           | 3        | 2 fois               | 2 fois        |
| Paniers tentés             | 17               | @ Spurs de San Antonio      | 31 décembre 2019 | 10       | @ Bucks de Milwaukee | 17 avril 2019 |
| Paniers à 3 points réussis | 5                | @ Trail Blazers de Portland | 18 décembre 2019 | 1        | 3 fois               | 3 fois        |
| Paniers à 3 points tentés  | 7                | 2 fois                      | 2 fois           | 6        | @ Bucks de Milwaukee | 17 avril 2019 |
| Lancers francs réussis     | 5                | @ Warriors de Golden State  | 7 mars 2020      | 2        | 2 fois               | 2 fois        |
| Lancers francs tentés      | 6                | Nets de Brooklyn            | 25 novembre 2016 | 2        | 3 fois               | 3 fois        |
| Rebonds offensifs          | 5                | @ Rockets de Houston        | 6 novembre 2019  | 1        | 2 fois               | 2 fois        |
| Rebonds défensifs          | 9                | 3 fois                      | 3 fois           | 3        | @ Bucks de Milwaukee | 17 avril 2019 |
| Rebonds totaux             | 12               | @ Pistons de Détroit        | 17 décembre 2016 | 4        | @ Bucks de Milwaukee | 17 avril 2019 |
| Passes décisives           | 7                | @ Wizards de Washington     | 3 février 2020   | 2        | @ Bucks de Milwaukee | 14 avril 2019 |
| Interceptions              | 4                | @ Bucks de Milwaukee        | 22 février 2020  | 2        | @ Bucks de Milwaukee | 14 avril 2019 |
| Contres                    | 3                | Hornets de Charlotte        | 12 décembre 2016 | 1        | Raptors de Toronto   | 23 avril 2016 |
| Balles perdues             | 3                | 4 fois                      | 4 fois           | 1        | @ Bucks de Milwaukee | 14 avril 2019 |
| Minutes jouées             | 45               | @ Thunder d'Oklahoma City   | 20 novembre 2016 | 20       | @ Bucks de Milwaukee | 14 avril 2019 |

- Double-double : 4
- Triple-double : 0

Dernière mise à jour : 12 novembre 2020

## Vie privée
Il est le fils de l'ancien basketteur Glenn Robinson.